# 番紅花城 (俄羅斯)
番紅花城（羅馬化：Krokus-Siti），是俄羅斯貿易展覽和商業中心。其位於莫斯科州克拉斯諾戈爾斯克，毗鄰莫斯科環城公路，介於M9公路和沃洛科拉姆斯克高速公路之間，臨近莫斯科河畔。
該大型綜合設施包括商場、番紅花城市大廳音樂廳等多種設施，並且設有莫斯科地鐵米亞金寧諾站。這是阿塞拜疆商人阿拉茲·阿加拉羅夫旗下番紅花集團的一部分。
2024年3月22日，番紅花城市大廳遭受恐怖攻擊。

## 設施

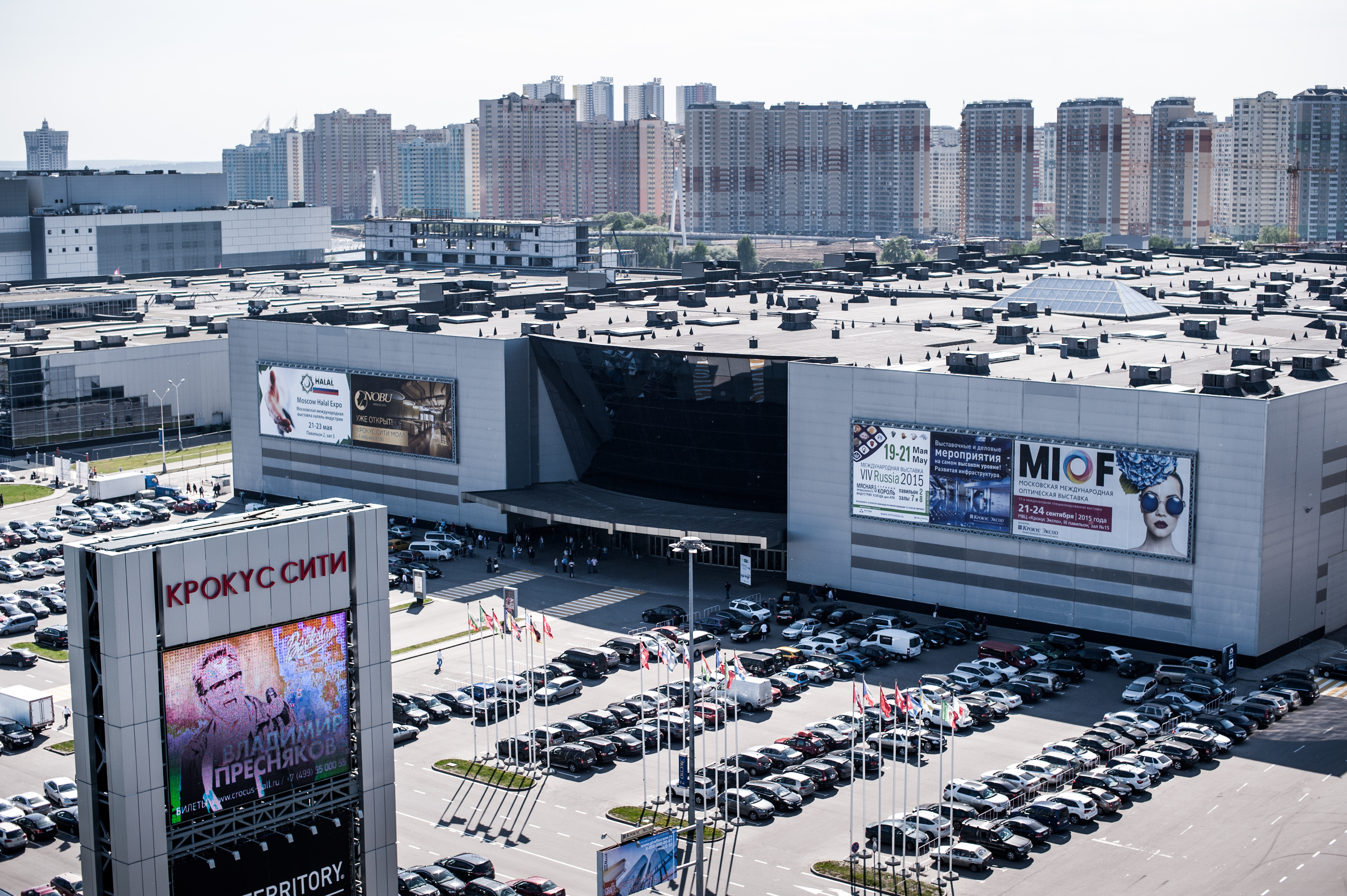
番紅花展覽中心

番紅花城融合商業、娛樂和展覽空間，整合成一個具有統一建築風格的大型綜合體，總面積達90公頃。這個綜合體包括番紅花展覽中心、番紅花城市大廳、番紅花城購物中心、娛樂場所「Box City」、大型超市「你的家」、岸屋、遊艇俱樂部、餐廳、多功能住宅、水族館、酒店、健身中心、停車處和地鐵站。

### 米亞金寧諾站
2009年12月26日，莫斯科地鐵阿爾巴特-波克羅夫卡線的米亞金寧諾站在番紅花城正式啟用。該地鐵站不僅是首個由私人資本建設的地鐵站，也標誌著莫斯科地鐵系統首次跨越首都邊界，延伸至莫斯科州境內。
米亞金寧諾站不屬於國企莫斯科地鐵，而是由出資者番紅花集團管轄，原本阿拉茲·阿加拉羅夫想將其命名為「番紅花城站」，但被當局拒絕。

### 番紅花城購物中心

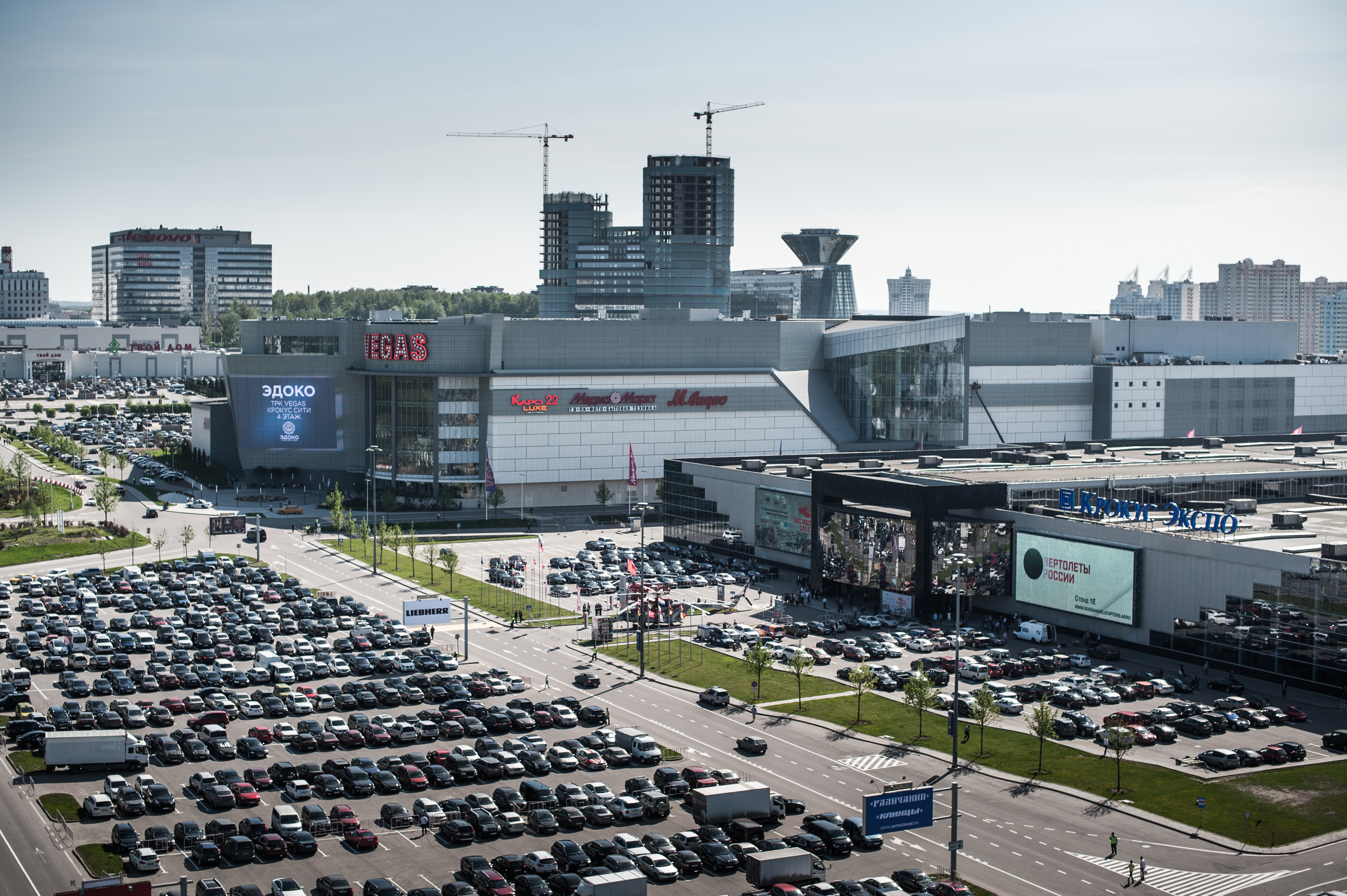
番紅花城購物中心

番紅花城購物中心是一棟兩層高的購物中心，面積62000平方米。2011年，其被列入「俄羅斯一百強購物中心」名單。2002年11月正式開幕。購物中心內有200多家精品店、銀行分行、餐廳、咖啡廳和美容院。

### 番紅花城市大廳

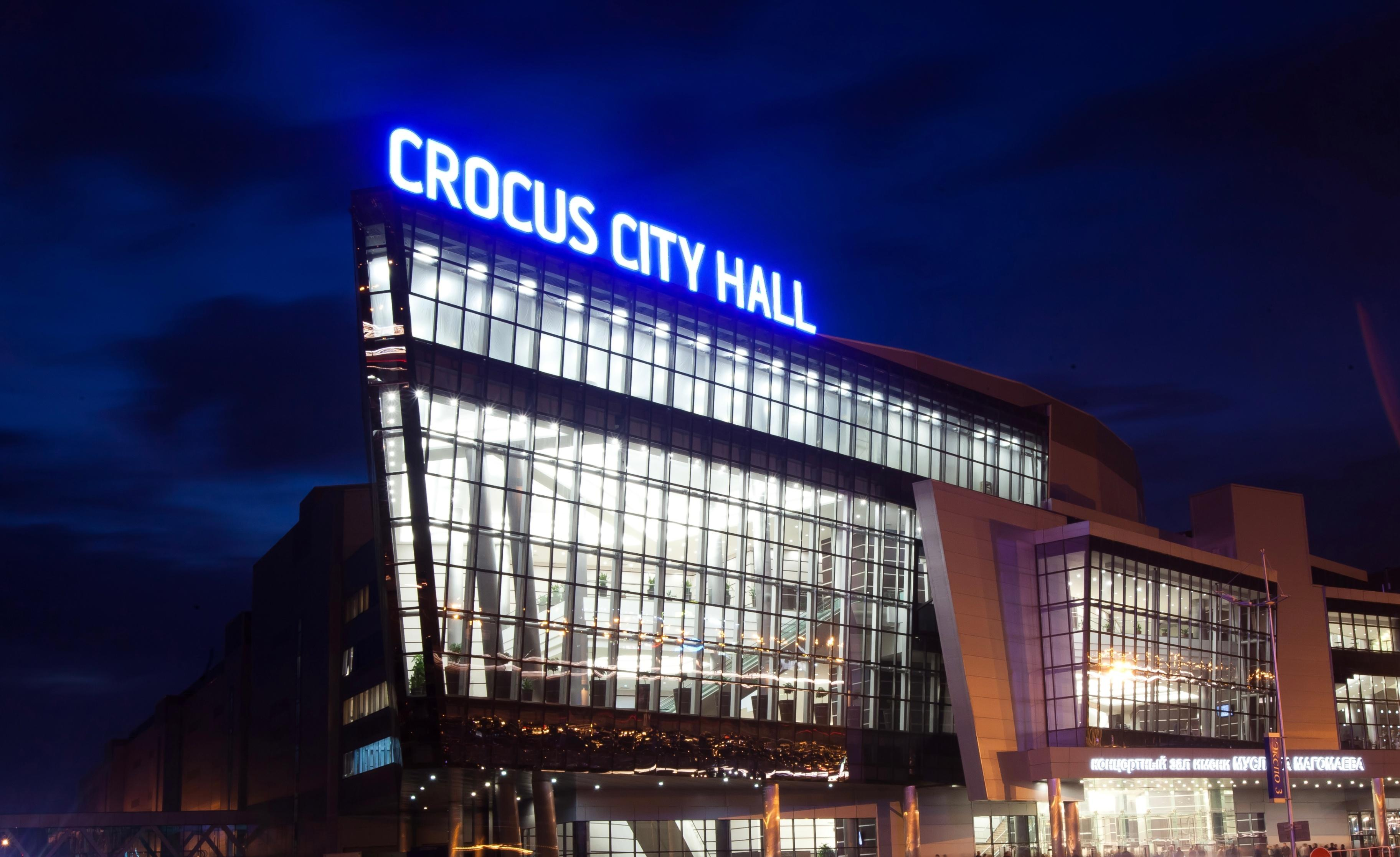
番紅花城市大廳

番紅花城市大廳是多層音樂廳，在其首五年運營中，超過340萬名觀眾參加了700多場各類活動。該場館的開幕演出是為紀念穆斯林·馬戈馬耶夫而舉行的音樂會，吸引眾多俄羅斯流行音樂人參與。在其運營期間，來自俄羅斯及世界各地的百位以上藝術家在此舉辦了音樂會、戲劇、體育賽事和兒童節目等多樣化活動。
莫斯科時間2024年3月22日晚上約20點，該場地在搖滾樂隊野餐樂隊音樂會開始前發生恐怖襲擊，造成至少139人死亡。